# Paullinia scaberula
Paullinia scaberula är en kinesträdsväxtart som beskrevs av Richard Evans Schultes. Paullinia scaberula ingår i släktet Paullinia och familjen kinesträdsväxter. Inga underarter finns listade i Catalogue of Life.